# Иво Михилс
И́во Ми́хилс (нидерл. Ivo Michiels, настоящее имя Анри Кёппенс, нидерл. Henri Ceuppens; 8 января 1923 года, Мортсел, провинция Антверпен, Бельгия — 7 октября 2012 года, Ле-Барру, Франция) — бельгийский (фламандский) писатель, сценарист и кинорежиссёр, журналист.

## Биография и творчество
Начинал со стихов. Как журналист сотрудничал со многими фламандскими изданиями, в 1979—1983 годах руководил газетой «Nieuw Vlaams Tijdschrift». Наиболее известен снятым по его сценарию в соавторстве фильмом «Чайки умирают в гавани» (1955), который стал одним из наиболее заметных бельгийских фильмов 1950-х годов и был номинирован на Золотую пальмовую ветвь Каннского МКФ. По его сценарию, написанному на основе романа «Женщина между собакой и волком», снят одноименный фильм (1979) Андре Дельво.
Испытал влияние нового романа. С 1979 года жил во Франции под Авиньоном.

## Произведения
- 1946 — Begrensde verten (стихи)
- 1947 — Daar tegenover (стихи)
- 1947 — Zo, ga dan (повесть)
- 1949 — Het vonnis (роман)
- 1951 — Kruistocht der jongelingen (роман)
- 1952 — Spaans capriccio (новеллы)
- 1953 — De Ogenbank (роман)
- 1955 — De meeuwen sterven in de haven/ Чайки умирают в гавани (роман и киносценарий)
- 1957 — Het afscheid / Прощание (роман, премия Ковчег за свободу слова)
- 1958 — Journal brut, Ikjes sprokkelen/ Грубый дневник (роман, начало романного цикла, завершенного книгой Чудеса, Элизабет, чудеса, 2001)
- 1959 — Albisola Mare, Savona. Journal Brut (роман)
- 1961 — Dertien Vlamingen
- 1963 — Frans Dille (эссе)
- 1963 — Het boek alfa/ Книга «Альфа» (роман; немецкий перевод книги в конце 1970-х Сэмюэл Беккет оценил как лучшее из прочитанного им за последний год)
- 1966 — Het afscheid/ Прощание (киносценарий по собственному роману 1957 года)
- 1966 — Verhalen uit 'Journal brut' (изд. 1973)
- 1968 — Orchis militaris (роман, инсценирован автором вместе с Томом Лануа в 2003)
- 1971 — Exit (роман)
- 1973 — Alechinsky (монография о художнике)
- 1973 — Samuel, o Samuel (пьеса для радио)
- 1977 — Een tuin tussen hond en wolf / Женщина между собакой и волком (премия Союза фламандских писателей за прозу)
- 1979 — Itinerarium (эссе)
- 1979 — Luister hoe dit beeld hoe die lijn hoe die kleur hoe dit vlak luister (эссе)
- 1981 — Dixi(t) (роман)
- 1983 — De vrouwen van de aartsengel/ Жены архангела (роман)
- 1985 — Het boek der nauwe relaties/ Книга духовных связей (роман)
- 1987 — Vlaanderen, ook een land
- 1989 — Prima materia
- 1993 — Schildwacht schuldwacht
- 1995 — Daar komen scherven van
- 1997 — Sissi
- 1999 — De verrukking, een roman
- 2001 — De mirakelen, Elizabeth, de mirakelen/ Чудеса, Элизабет, чудеса (роман)

## Признание
Книги писателя переведены на английский, французский, немецкий, сербо-хорватский, польский языки.